# Journée internationale
Une journée internationale (ou journée mondiale) est un jour de l'année dédié à un thème particulier, au niveau international ou mondial. Le calendrier de l'Organisation des Nations unies en prévoit plus de 140. La première fixée par l'ONU, instituée en 1950 — la journée mondiale des droits de l'homme —, fut fixée au 10 décembre. Exactement deux ans auparavant, le 10 décembre 1948, l'Assemblée générale des Nations unies avait adopté la Déclaration universelle des droits de l'homme.

## Caractéristiques
Une journée internationale concerne une cause ou un problème d'intérêt international et a pour but d'attirer l'attention à son sujet. Beaucoup de ces dates sont établies par l'Assemblée générale des Nations unies, le Conseil économique et social des Nations unies, l'Unesco, l'Organisation mondiale de la santé (OMS) et d'autres organisations comme l'Union internationale des télécommunications (UIT), l'Organisation des Nations unies pour l'alimentation et l'agriculture (ONUAA), l'Organisation mondiale de la propriété intellectuelle (OMPI), le Programme des Nations unies pour l'environnement (PNUE), l'Organisation maritime internationale (OMI), Organisation météorologique mondiale (OMM) et l'Organisation de l'aviation civile internationale (OACI).

## Liste (non exhaustive)
Cette liste n'a pas vocation à être exhaustive, ne sont listées ici que les journées mondiales possédant une page Wikipédia en français. Pour les autres journées mondiales, on se reportera par exemple au site de l'ONU.

### Janvier
- 1er janvier : journée mondiale de la paix
- 4 janvier : journée mondiale du braille (ONU)[1]
- 21 janvier : journée internationale des câlins
  - journée internationale du sport féminin
  - journée internationale de l'éducation (ONU)[1]

- 27 janvier : journée internationale dédiée à la mémoire des victimes de l'Holocauste (ONU)[1]
- 28 janvier : journée européenne de la protection des données (Conseil de l'Europe)

### Février
- 2e lundi de février : Journée internationale de l'épilepsie
- 1er février : Journée mondiale du hijab
- 2 février : journée mondiale des zones humides
- 4 février :
  - journée mondiale contre le cancer
  - journée internationale de la fraternité humaine (ONU)[1]
- 6 février : journée internationale de la tolérance zéro à l'égard des mutilations génitales féminines (ONU)[1]
- 6 / 8 février : journée mondiale sans téléphone portable
- 10 février : journée internationale des légumineuses (ONU)[1]
- 11 février :
  - journée internationale des femmes et des filles de science (ONU)[1]
  - journée européenne du 112 (UE)
- 12 février : 
  - journée Darwin
  - Journée internationale de la main rouge ou Journée internationale contre l'utilisation d'enfants soldats
- 13 février : journée mondiale de la radio (UNESCO)[1]
- 14 février : journée internationale de sensibilisation aux cardiopathies congénitales
- 20 février : journée mondiale de la justice sociale (ONU)[1]
- 21 février : journée internationale de la langue maternelle (UNESCO)[1]
- 27 février : 
  - journée mondiale des ONG
  - journée internationale de l'ours polaire
- 28 ou 29 février : journée mondiale des maladies rares

### Mars
- 3e vendredi de mars : journée internationale du sommeil
- 3e samedi de mars : Digital Cleanup Day, journée mondiale du nettoyage numérique
- Dernier samedi : une heure pour la planète
- 1er mars :
  - journée internationale de la protection civile
  - Journée « zéro discrimination » (ONUSIDA)[1]
- 3 mars : journée mondiale de la vie sauvage (ONU)[1]
- 8 mars : journée internationale des femmes  (ONU) ou journée internationale des droits des femmes (ONU Femmes)
- 11 mars : journée mondiale de la plomberie
- 14 mars : journée de pi et des mathématiques
- 20 mars :
  - journée mondiale du bonheur (ONU)[1]
  - journée mondiale du conte
  - journée internationale de la langue française[1], également appelée journée internationale de la Francophonie.
- Équinoxe (20 ou 21 mars) : Jour de la Terre
- 21 mars :
  - journée internationale des forêts (ONU)[1]
  - journée internationale du Novruz (ONU)[1]
  - journée internationale pour l'élimination de la discrimination raciale (ONU)[1]
  - journée mondiale de la marionnette
  - journée mondiale de la poésie (UNESCO)[1]
  - journée mondiale de la trisomie 21 (OMS, ONU)[1]
- 22 mars : journée mondiale de l'eau (ONU)[1]
- 23 mars : Journée météorologique mondiale (OMM)[1]
- 24 mars :
  - journée internationale pour le droit à la vérité en ce qui concerne les violations flagrantes des droits de l'homme et pour la dignité des victimes (ONU)[1]
  - journée mondiale de lutte contre la tuberculose (OMS)[1]
- 25 mars :
  - Journée internationale de solidarité avec les membres du personnel détenus ou portés disparus (ONU)[1]
  - journée internationale de commémoration des victimes de l'esclavage et de la traite transatlantique des esclaves (ONU)[1]
  - journée mondiale de la procrastination
  - journée mondiale pour la fin de la pêche
- 27 mars : journée mondiale du théâtre
- 30 mars : journée mondiale des troubles bipolaires
- 31 mars : journée internationale de visibilité transgenre

### Avril
- 2 avril : journée mondiale de la sensibilisation à l'autisme (ONU)[1]
- 7 avril : journée mondiale de la santé (OMS)[1]
- 8 avril : journée internationale des Roms
- 14 avril : journée mondiale de la maladie de Chagas (OMS)[1]
- 15 avril : journée mondiale de l'art (UNESCO)[1]
- 18 avril : journée internationale des monuments et des sites (ICMOS)
- À partir du 20 avril : semaine mondiale de la vaccination (OMS)
- 22 avril : Jour internationale de la Terre nourricière (ONU)[1]
- 23 avril : journée mondiale du livre et du droit d'auteur (UNESCO)[1]
- 24 avril : Journée de commémoration du génocide arménien
- 25 avril : journée mondiale contre le paludisme (OMS)[1]
- 26 avril : journée mondiale de la propriété intellectuelle (OMPI)[1]
- 29 avril : journée internationale de la danse
- 30 avril : journée internationale du jazz (UNESCO)[1]

### Mai
- 1er dimanche : journée internationale du rire
- 1er mai : journée internationale des travailleurs
- 3 mai : journée mondiale de la liberté de la presse (UNESCO)[1]
- 4 mai :
  - journée Star Wars
  - journée internationale des pompiers
- 5 mai : journée de l'Europe du Conseil de l'Europe
- 6 mai : journée internationale sans régime
- 7 mai :
  - journée mondiale des orphelins du SIDA
  - journée internationale de la masturbation
- 9 mai : journée de l'Europe de l'Union européenne
- 12 mai : journée internationale de l'infirmière
- 16 mai : Journée internationale du vivre-ensemble en paix (ONU)[1]
- 17 mai :
  - journée mondiale des communications et de la société de l'information (ONU)[1]
  - journée mondiale contre l'homophobie et la transphobie
- 18 mai : journée internationale des musées
- 20 mai :
  - journée mondiale des abeilles (ONU)[1],[2]
  - journée mondiale de la métrologie[3]
- 21 mai : journée mondiale pour la diversité culturelle pour le dialogue et le développement (ONU)[1]
- 22 mai : journée internationale de la diversité biologique (ONU)[1]
- 25 mai :
  - journée internationale des enfants disparus
  - journée mondiale de l'Afrique
- 28 mai : Journée mondiale de l'hygiène menstruelle
- 29 mai : journée internationale des Casques bleus des Nations unies (ONU)[1]
- 30 mai : Journée internationale de la pomme de terre (ONU)[4].
- 31 mai : journée mondiale sans tabac (OMS)[1]

### Juin
- En juin : journée mondiale anti-contrefaçon
- 3 juin : journée mondiale de la bicyclette (ONU)[1]
- 4 juin : journée internationale des enfants victimes innocentes de l'agression (ONU)[1]
- 5 juin : journée mondiale de l'environnement (ONU)[1]
- 8 juin : journée mondiale de l'océan (ONU)[1]
- 9 juin : journée internationale des archives
- 10 juin : journée mondiale de l’Art nouveau
- 14 juin : journée mondiale du donneur de sang (OMS)[1]
- 16 juin : journée de l'enfant africain
- 17 juin : journée mondiale de lutte contre la désertification et la sécheresse (ONU)[1]
- 18 juin : journée internationale de la fierté autiste (AFF)
- 20 juin : journée mondiale des réfugiés (ONU)[1] (depuis 2001)
- 23 juin : journée des Nations unies pour la fonction publique (ONU)[1]
- 26 juin : journée internationale pour le soutien aux victimes de la torture (ONU)[1]
- 30 juin : journée internationale des astéroïdes (ONU)[1]

### Juillet
- 1er samedi : journée internationale des coopératives (ONU)[1]
- 6 juillet : journée internationale du baiser
- 11 juillet : journée mondiale de la population (ONU)[1]
- 14 juillet : journée internationale des personnes non binaires
- 17 juillet : journée mondiale de la justice internationale
- 18 juillet : journée internationale Nelson Mandela (ONU)[1]
- 28 juillet : journée mondiale contre l'hépatite (OMS)[1]
- 30 juillet :
  - journée internationale de l'amitié (ONU)[1]
  - journée mondiale de la lutte contre la traite d'êtres humains (ONU)[1], anciennement appelée journée mondiale de la dignité des victimes de la traite d'êtres humains
- 31 juillet : journée internationale de la femme africaine

### Août
- 1er vendredi d'août : journée internationale de la bière
- 8 août : journée internationale du chat
- 8 août : journée mondiale de l'orgasme féminin
- 9 août : journée internationale des peuples autochtones (ONU)[1]
- 12 août : journée internationale de la jeunesse (ONU)[1]
- 13 août : journée internationale des gauchers
- 17 août : journée internationale du chat noir[5]
- 19 août : journée mondiale de l'aide humanitaire (ONU)[1]
- 22 août : journée internationale de commémoration des personnes victimes de violence en raison de leur religion ou de leurs convictions (ONU)[1]
- 23 août : Journée européenne du souvenir
- 27 août : journée mondiale pour la fin du spécisme
- 30 août : journée internationale des victimes de disparition forcée (ONU)[1]

### Septembre
- 3e week-end : journées européennes du patrimoine
- 3e samedi :
  - journée mondiale du nettoyage
  - journée mondiale du logiciel libre
- Dernier samedi du mois : journée mondiale des sourds, avant-dernier jour de la Semaine internationale des sourds (FMS)
- 1er septembre : journée mondiale de prière pour la sauvegarde de la Création
- 8 septembre : journée internationale de l'alphabétisation (UNESCO)[1]
- 9 septembre : journée internationale pour la protection de l'éducation contre les attaques (ONU)[1]
- 10 septembre : journée mondiale de la prévention du suicide
- 12 septembre : journée des Nations Unies pour la coopération Sud-Sud (ONU)[1]
- 16 septembre : Journée internationale pour la protection de la couche d'ozone (ONU)[1]
- 19 septembre : International Talk Like a Pirate Day (ITLAPD, en français la Journée internationale du parler pirate)
- 20 septembre : journée internationale du sport universitaire (UNESCO)
- 21 septembre : journée internationale de la paix (ONU)[1]
- 22 septembre : journée internationale sans voitures
- 23 septembre : journée de la bisexualité
- 26 septembre : journée européenne des langues (Conseil de l'Europe)
- 27 septembre : journée mondiale du tourisme (Organisation mondiale du tourisme)[1]
- 28 septembre : journée mondiale de la rage
- 30 septembre :
  - journée internationale de la traduction (Fédération internationale des traducteurs, reconnue par l'Unesco) (ONU)[1]
  - journée internationale du blasphème

### Octobre
- 1er octobre :
  - journée internationale pour les personnes âgées (ONU)[1]
  - journée mondiale du végétarisme
  - journée internationale du café[6]
- 2 octobre : journée internationale de la non-violence (ONU)[1]
- 4 octobre : journée mondiale des animaux
- 5 octobre : journée mondiale des enseignants (UNESCO)[1]
- 8 octobre : journée internationale des lesbiennes
- 10 octobre
  - journée mondiale de la santé mentale (OMS)[1]
  - journée mondiale contre la peine de mort (Union européenne)
- 11 octobre
  - journée internationale de la fille (ONU)[1]
  - coming out day
- 12 octobre : Journée de la langue espagnole
- 15 octobre :
  - journée mondiale du lavage des mains
  - journée internationale des femmes rurales (ONU)[1]
- 16 octobre : journée mondiale de l'alimentation (ONUAA)[1]
- 17 octobre : journée internationale pour l'élimination de la pauvreté (ONU)[1]
- 18 octobre : journée mondiale de la ménopause (OMS)
- 20 octobre :
  - journée mondiale de la statistique (tous les 5 ans depuis 2010, ONU)[1]
  - journée mondiale contre l’ostéoporose
- 22 octobre : journée internationale de sensibilisation au bégaiement
- 23 octobre : journée de la mole (fête non officielle instituée par les chimistes d'Amérique du nord)
- 24 octobre : journée des Nations unies (ONU)[1]
- 25 octobre : journée européenne de la justice
- 26 octobre : journée de la visibilité intersexe
- 28 octobre : journée mondiale du cinéma d'animation (Association internationale du film d'animation)
- 31 octobre : journée mondiale de l'épargne, dont la première s'est tenue en 1924.

### Novembre
- Dernier vendredi ou samedi : Journée mondiale sans achat
- 1er novembre : journée mondiale du véganisme
- 2 novembre : journée mondiale pour le droit de mourir dans la dignité
- 3 novembre : journée internationale de la gentillesse
- 8 novembre : journée internationale de la radiologie
- 11 novembre : Jour du Souvenir
- 12 novembre : journée mondiale de la pneumonie
- 13 novembre : journée internationale de la gentillesse
- 14 novembre : journée mondiale du diabète (ONU)[1]
- 16 novembre : journée internationale de la tolérance (ONU)[1]
- 19 novembre :
  - Journée internationale de l'homme (créée en 1999)
  - journée mondiale des toilettes (créée en 2001 par l'Organisation mondiale des toilettes) (ONU)[1]
- 20 novembre :
  - journée mondiale de l'enfance, appelée aussi internationale des droits de l'enfant (ONU)[1]
  - journée du souvenir trans (créée en 1999)
- 25 novembre : journée internationale pour l'élimination de la violence à l'égard des femmes (ONU)[1]
- 29 novembre : journée internationale de solidarité avec le peuple palestinien (ONU)[1]

### Décembre
- 1er décembre : journée mondiale de lutte contre le sida (ONU)[1]
- 3 décembre : journée internationale des personnes handicapées (ONU)[1]
- 7 décembre : journée de l'aviation civile internationale (ONU)[1]
- 9 décembre : journée internationale de lutte contre la corruption (ONU)[1]
- 10 décembre :
  - journée des droits de l'homme (ONU)[1]
  - journée internationale pour le droit des animaux
- 15 décembre :
  - journée de l’espéranto
  - journée internationale du thé
- 17 décembre : journée internationale pour l'élimination des violences faites aux travailleurs du sexe
- 18 décembre :
  - journée internationale des migrants (ONU)[1]
  - journée de la langue arabe[1]
- 21 ou 22 décembre : journée mondiale de l'orgasme